# Famille Mohn
Pour les articles homonymes, voir Mohn.

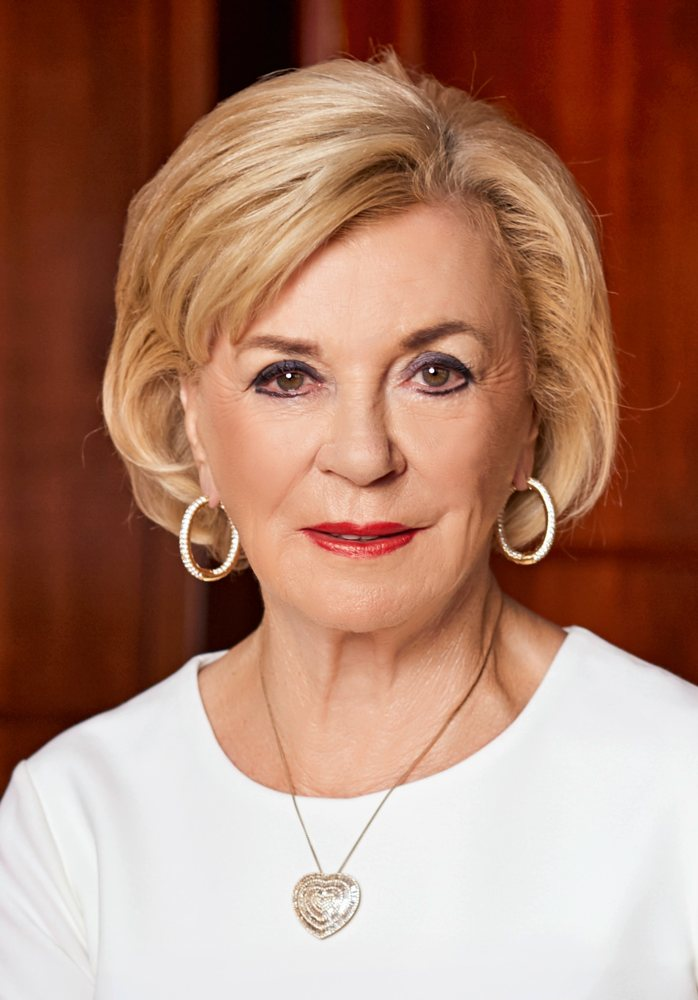
Liz Mohn, en 2017.

La famille Mohn est une famille allemande fortunée, principale actionnaire du groupe Bertelsmann.

## Position
Les membres de la famille Mohn possèdent 23 % et contrôlent un des plus grands groupes mondiaux d'édition et de médias, la société allemande Bertelsmann, fondée en 1835 par Carl Bertelsmann.
En plus de nombreux éditeurs, journaux, radios, et télévisions en Allemagne et à travers le monde, cette société possède les médias français :
- Groupe M6 [1] : M6, W9, Gulli et 6ter ;
- RTL Group : RTL, RTL2, et Fun Radio ;

## Histoire
La fortune de la famille Mohn a pour origine le mariage de Johannes Mohn (de)avec Friederike Bertelsmann, fille de l'éditeur Heinrich Bertelsmann (de). Elle fut développée par leur fils Heinrich Mohn (de), et surtout par leur petit-fils, Reinhard Mohn, né en 1921 et décédé en 2009, dirigeant du groupe Bertelsmann de 1947 à 1981.
Ce dernier est le créateur en 1977 de la fondation Bertelsmann, qui contrôle la société du même nom. C'est aujourd'hui sa femme, Elizabeth Mohn (de), née en 1941, et leurs enfants Brigitte Mohn (de), Christoph Mohn (de), et Andreas Mohn (de) qui contrôlent la fondation.

## Fortune
La fortune de la famille Mohn est évaluée à 3,5 milliards de dollars.